# Silent Hill f
Silent Hill f — майбутня відеогра жанру виживання серед жаху, розроблена студією NeoBards Entertainment та видана компанією Konami Digital Entertainment. Це восьма основна гра у франшизі Silent Hill. Події гри розгортаються в 1960-х роках у вигаданому японському містечку Ебісуґаока та розповідають історію старшокласниці Хінако Шімідзу, яка намагається вижити в місті, що охоплене загадковим туманом, вирішуючи головоломки та борючись із жахливими монстрами.
Через те, що в Konami відчули надмірну вестернізацію серії, розробники вирішили відмовитися від традиційного американського сетингу (штат Мен), де відбувалися попередні ігри, та перенесли подіі до Японії, щоб підкреслити японську ідентичність франшизи. Для цього компанія запросила сценариста Ryukishi07 та повернула композитора Акіру Ямаоку, який створював музику до багатьох попередніх частин серії.
Офіційний анонс Silent Hill f відбувся у 2022 році. Вихід гри заплановано для платформ PlayStation 5, Windows та Xbox Series X/S.

## Розробка
Ідея гри базується на концепції японського горору: «знаходження краси в жаху», коли «щось надзвичайно прекрасне і досконале стає глибоко тривожним». Сценаристом гри став Ryukishi07, відомий завдяки візуальним новелам Higurashi When They Cry, оскільки розробники шукали автора, який глибоко розуміє сутність японського жаху. Попри створення окремої історії, в грі будуть присутні посилання на попередні частини серії Silent Hill.
Події розгортаються у містечку Ебісуґаока, прообразом якого є місто Канаяма, Ґеро у префектурі Ґіфу. Розробники відвідали Канаяму для створення автентичної атмосфери 1960-х років. Сценарист вирішив створити сильну жіночу протагоністку, яка приймає власні рішення, на відміну від попередніх героїнь серії, які були жертвами обставин.
Композитори Акіра Ямаока та Кенсуке Інаге створюють музику для двох світів гри—Туманного світу та Іншого світу, відповідно. Також до створення саундтреку долучились композитори Dai та Xaki.

## Реліз
Silent Hill f була офіційно анонсована у жовтні 2022 року. Перший трейлер з'явився у березні 2025 року.
23 березня 2025 року гра отримала статус «відмовлено у класифікації» від International Age Rating Coalition, що забороняє її продаж на території Австралії.